# Kalle & Kaspar
 Kalle & Kaspar är två fiktiva figurer, skapade av de svenska författarna Anders Jacobsson och Sören Olsson. Berättelserna är skrivna i brevväxlingsform, vilket var en vanlig ungdomshobby innan det moderna Internet slagit igenom i mitten-slutet av 1990-talet. Berättelserna lästes först upp i radio, i Unga Efter tre i början av 1990-talet., och publicerades även i serietidningen FF med Bert, och även revidering till förmån av bokutgivning har planerats.

## Handling
Kalle & Kaspar är två 12-åriga killar, vilka brevväxlar med varandra. Båda är intresserade av innebandy och tjejer, och då de skriver breven är de ofta kaxiga och tuffa, men egentligen har båda precis som andra stort behov av vänskap och kärlek. Kalle har tidigare brevväxlat med en korean .
Kaspar gillar en tjej som heter Natalie, medan Kalle tycker om en flicka vid namn Fredrika . Kalle har även en storebror som heter Carl-Gustaf och är 16 år och två andra syskon, Per och Greta .
Kaspar har en mamma och en pappa systrarna Desedoria och Eleonora .
Båda brukar inleda med orden "Tjena Kalle/Kaspar – Kalle/Kaspar här" och avslua med "Goda hälsningar – eder kömpis Kalle/Kaspar".

### Fotnoter
1. 1 2  – Kalles första brev Arkiverad 18 augusti 2010 hämtat från the Wayback Machine.
2. 1 2  – Kaspars andra brev Arkiverad 18 augusti 2010 hämtat från the Wayback Machine.
3. ↑  ”Detta har hänt”. Sören Olssons webbplats. http://www.sorenolsson.com/Soren_Olsson/Produktioner.html. Läst 31 mars 2015.
4. ↑  – Kalles andra brev Arkiverad 18 augusti 2010 hämtat från the Wayback Machine.
5. ↑  – Kaspars första brev Arkiverad 18 augusti 2010 hämtat från the Wayback Machine.